# Stari Teočak
Stari Teočak (en cyrillique : Стари Теочак) est un village de Bosnie-Herzégovine. Il est situé dans la municipalité de Teočak, dans le canton de Tuzla et dans la fédération de Bosnie-et-Herzégovine. Selon les premiers résultats du recensement bosnien de 2013, il compte 878 habitants.

## Démographie

### Évolution historique de la population dans la localité
| 1948 | 1953 | 1961  | 1971  | 1981  | 1991 | 2013 |
| ---- | ---- | ----- | ----- | ----- | ---- | ---- |
| -    | -    | 1 773 | 1 858 | 1 875 | 748  | 878  |

|  |

### Communauté locale
En 1991, la communauté locale de Stari Teočak comptait 3 061 habitants, répartis de la manière suivante :